# Solution espagnole

Principe de la solution espagnole : le train situé sur la voie de gauche permet aux voyageurs du quai de gauche de monter, tandis que les voyageurs en transit descendent sur la voie centrale, leur permettant une correspondance directe avec une autre ligne, sur la voie de droite.

La solution espagnole (ou solution barcelonaise) est, dans les transports ferroviaires, une méthode où un train utilise deux quais, de part et d'autre de la voie, afin d'accélérer l'embarquement et le débarquement : les passagers montent par un quai et descendent par l'autre. En général, le quai de descente est un quai central, également utilisé par une autre voie : une telle configuration présente alors deux voies, deux quais latéraux et un quai central partagé par les deux voies.
Parfois, les portes s'ouvrent du côté de la descente quelques secondes avant l'ouverture du côté de la montée.

## Origine du nom
Bien qu'utilisé pour la première fois à Londres à la station de King William Street ouverte en 1890, le nom de la méthode dérive de son utilisation dans le métro de Barcelone, dans les années 1930.
En dehors de l'Europe, la solution espagnole est utilisée dès 1912, sur la station de Park Street du métro de Boston, et en 1913, à la station de Chambers Street du métro de New York.

## Fonctionnement
Cette disposition des quais permet de séparer les flux de passagers en utilisant un quai uniquement pour l'embarquement et l'autre uniquement pour la descente. La désignation séparée des quais d'embarquement et de débarquement s'est avérée efficace pour réduire le temps d'attente dans les gares à fort trafic de passagers.

## Exemples
- Athènes
  - Omonia (ligne 1)

- Barcelone
  - Clot (ligne 1)
  - Fabra i Puig
  - Glòries
  - Navas
  - Plaça de Catalunya (lignes 6 et 7)
  - Sant Andreu
  - Anciennement: Catalunya (ligne 1), Diagonal (ligne 3), Passeig de Gràcia (ligne 3), etc.

- Bruxelles (Prémétro axe nord-sud)
  - Anneessens
  - Bourse
  - De Brouckère
  - Gare du Midi (quai central servant aux correspondances tram-métro)
  - Gare du Nord
  - Rogier (métro et prémétro)

- Buenos Aires
  - Constitución
  - Retiro

- Canton
  - Gongyuanqian (ligne 1 et 2)

- Les Arcs-La Plagne
  - Téléphérique du Vanoise Express

- Lausanne
  - Lausanne-Flon (ligne M1)
  - Renens (ligne M1)

- Londres
  - Canary Wharf
  - Barking
  - Stratford

- Luxembourg
  - Funiculaire Pfaffenthal-Kirchberg

- Lyon
  - Fourvière (Ligne F2)
  - Hôtel de Ville - Louis Pradel (ligne C)
  - Vieux Lyon (Lignes F1 et F2)

- Madrid
  - Lignes 6 (circulaire) & 10 (Stn Lago), entre autres

- Munich
  - Hauptbahnhof
  - Karlsplatz
  - Marienplatz

- Nagoya
  - Gare de Meitetsu Nagoya

- Paris
  - Charles de Gaulle - Étoile (ligne 6)
  - Châtelet - Les Halles (voie Z)

- Singapour
  - Ang Mo Kio
  - Jurong East
  - Paya Lebar
  - Tanah Merah

- Stuttgart
  - Mineralbäder
  - Pragsattel

- Sydney
  - Olympic Park

- Toronto
  - Kennedy
  - Sheppard-Yonge

- Toulouse
  - Jean-Jaurès (ligne B)

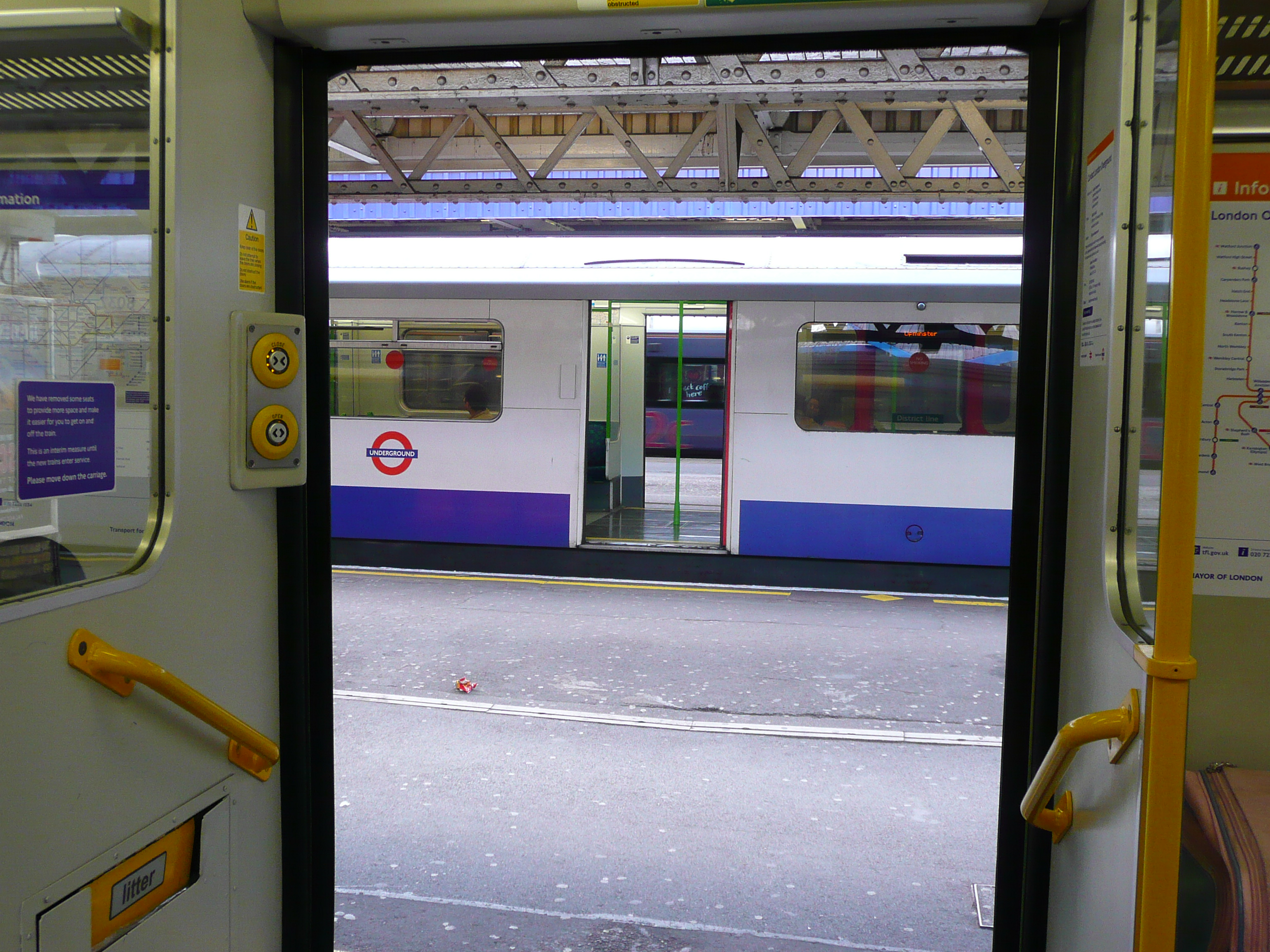
Barking, Londres.
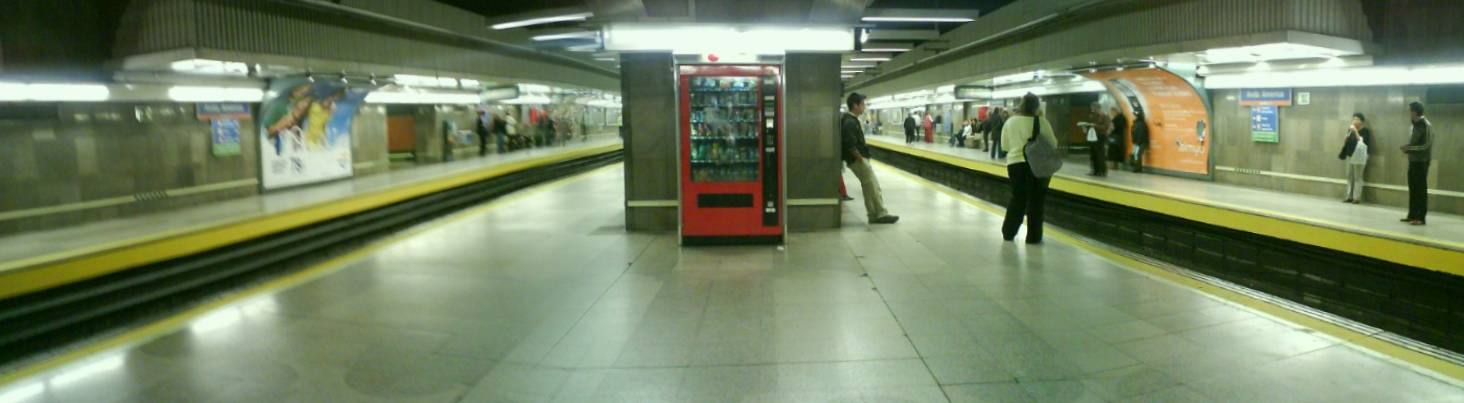
Avenida de América, Madrid.
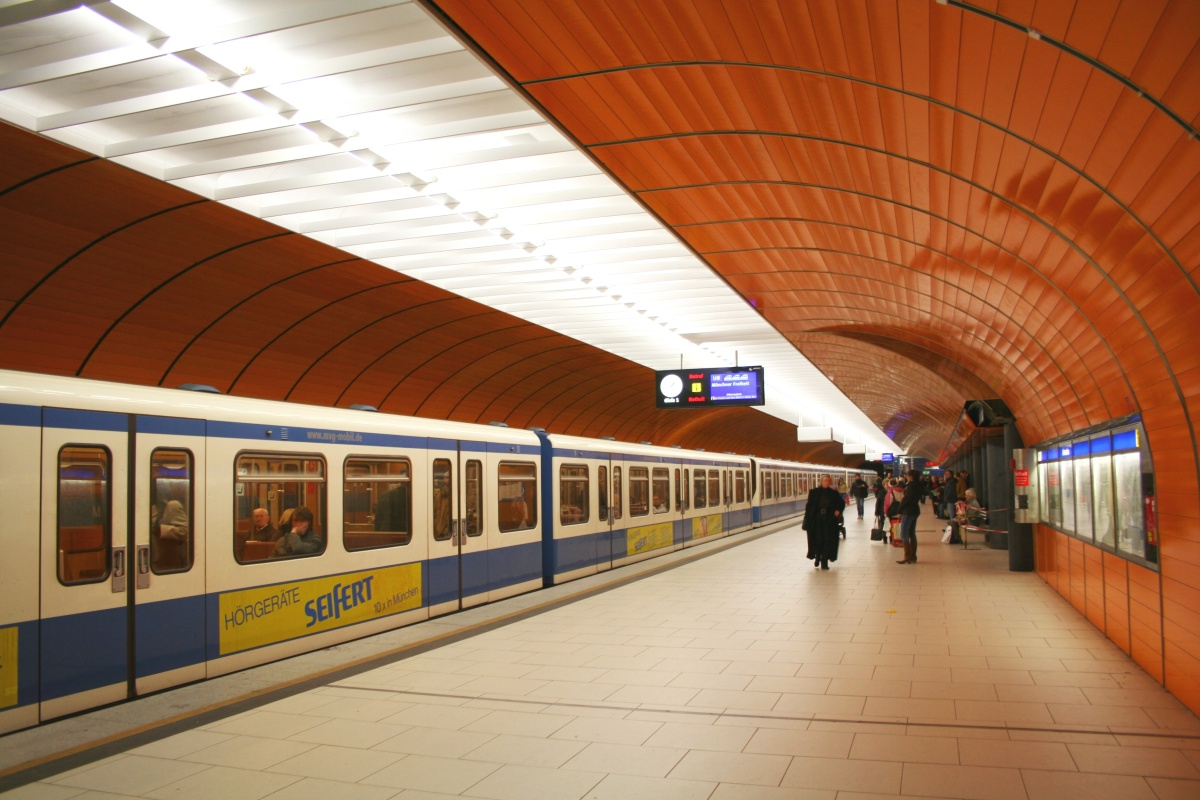
La gare de Marienplatz à Munich.
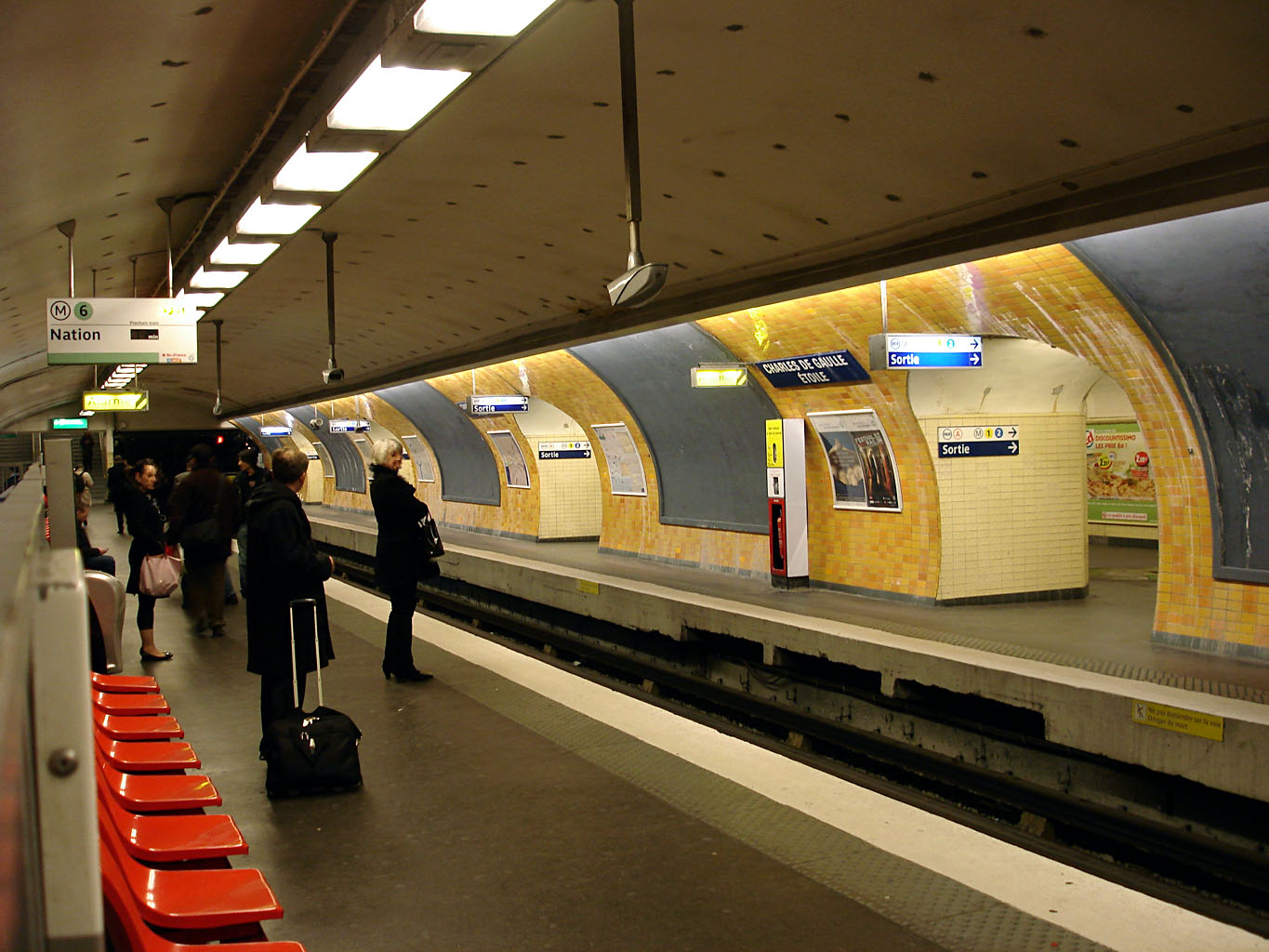
Charles de Gaulle - Étoile, Paris.